# 韦伯州立大学
韦伯州立大学（英語：Weber State University）是一所公立大学，位于美国犹他州韦伯县奥格登城。这是政府资助的男女同校大学，提供专业的人文和技术证书，还有学士和硕士学位。韦伯州立大学通过了高校西北委员会的认可。大学的所有课程都通过了认证。
1889年，耶稣基督后期圣徒教会建立该校，取名韦伯股份学校（Weber Stake Academy），然后相继改名为韦伯学校（Weber Academy），韦伯标准学院（Weber Normal College），和韦伯学院（Weber College）。其1933年成为初级学院，1962年成为韦伯州立学院，1991年获得大学资格，并更名为现在的韦伯州立大学。学校开设于1889年1月7日，当时只有98名学生

## 历史
1889年，耶稣基督后期圣徒教会建立该校，取名韦伯股份学校；就像韦伯县和韦伯河一样，它也是以皮货商约翰·亨利·韦伯为名字（John Henry Weber）。韦伯股份学校的第一个主要股东是路易斯·属（Louis F. Moench）。